# Universitätsbibliothek Groningen

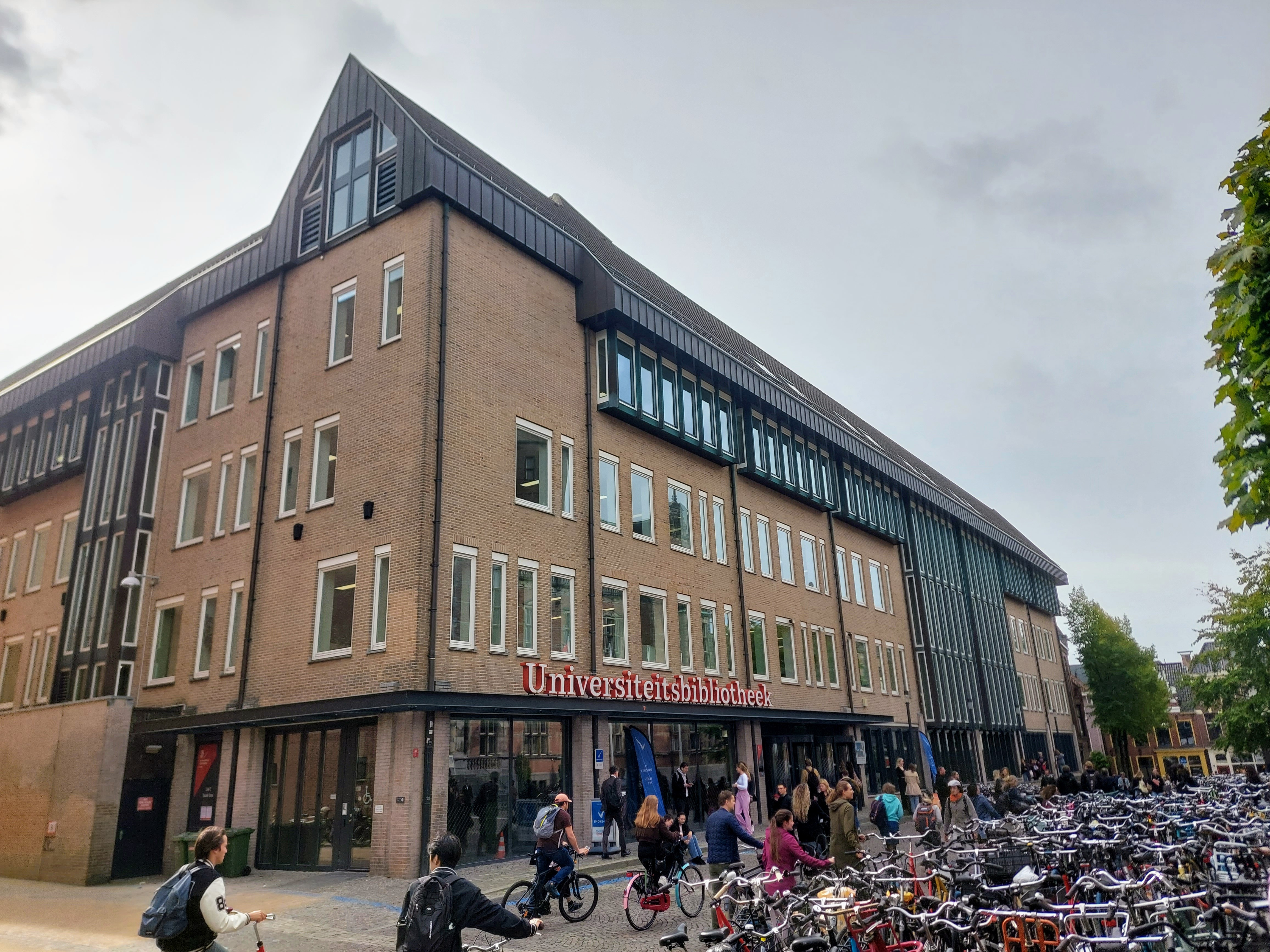
Gebäude der Universitäts- bibliothek in der Broerstraat 4

Die Universitätsbibliothek Groningen (lateinisch Bibliotheca Academia Groningana) ist die Universitätsbibliothek der Reichsuniversität Groningen und nach der Universitätsbibliothek Leiden die zweitgrößte wissenschaftliche Bibliothek der Niederlande.
Die Gründung erfolgte 1615 gegründet. Sie umfasst einen Gesamtbestand von über 3.000.000 Buchbänden, 30.000 laufende Zeitschriften, rund 1.500 Manuskripte sowie einen unschätzbaren Reichtum an alten Handschriften, Zeichnungen, Drucken und Landkarten.
Die Bibliothek kooperiert bei der Online-Recherche mit dem Bibliotheksanbieter OCLC PICA, zu dem auch verschiedene Bereichsbibliotheken gehören; sie hat ihren Sitz in der Stadt Groningen.

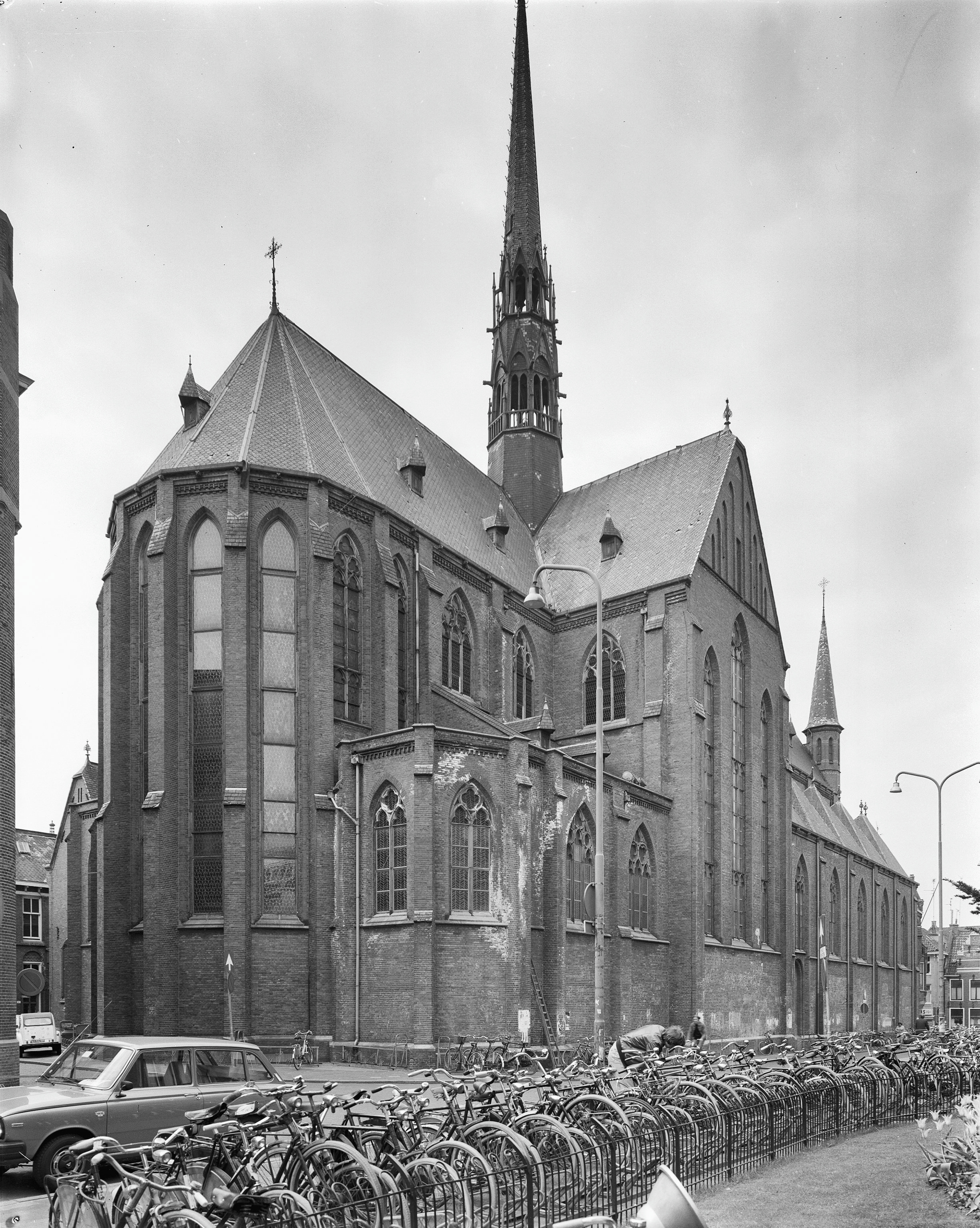
Die 1982 abgerissene Martinuskirche

## Geschichte

### Errichtung und Standorte
Direkt nach der Eroberung der Stadt Groningen durch die Truppen der Prinzen Moritz und Wilhelm sowie dem Anschluss der Stadt an die Republik der Sieben Vereinigten Niederlande im Jahre 1594 beschloss der Stadtrat die Gründung einer Akademie für die Ausbildung von Priestern, Doktoren, Staatsbeamten und Rechtsanwälten. Am 23. August 1614 erfolgte die Gründung der Universität Groningen, ein halbes Jahr später, am 28. Februar 1615, erfolgte die Gründung der Universitätsbibliothek. Sie ist eine der ältesten Bibliotheken in den Niederlanden.
Erster Standort wurde ein Flügel des ehemaligen Franziskanerklosters in der Bruderstraße, das gegenüber der Akademie gelegen war. Der Klosterkomplex beherbergte auch eine Lateinschule (das gegenwärtige Praedinius Gymnasium) sowie eine Kirche. Trotz mehrerer Erweiterungen wurden im Laufe des 19. Jahrhunderts – 1864 erfolgte eine umfangreiche Erweiterung – die Räumlichkeiten zu klein. Die Universitätsbibliothek zog 1898 in ein vom Architekten J.W. Schafe entworfene Gebäude neben der Martinuskirche und 1919 schließlich in ein vom Architekten J.A.W. Vrijman entworfenes neues Bibliotheksgebäude um.
Kriegsbeschädigungen machten das Gebäude nach 1945 witterungsunbeständig, weshalb viele Bücher ausgelagert wurden. Nach einem daraus resultierenden vorübergehenden Umzug an den unbeliebten Standort in Groningen-Paddepoel zog die Universitätsbibliothek Groningen schließlich im Jahre 1987 in einen von P.H. Tauber entworfenen Bau direkt gegenüber dem Akademiegebäude der Universität. Für den Bau der Bibliothek wurde die vorher hier stehende römisch-katholische Martinuskirche, ein neugotischer Bau von 1895 des Architekten Pierre Cuypers, 1982 abgerissen.

### Bibliothekare der Universitätsbibliothek
Seit Gründung der Universität hatte die Bibliothek 23 Bibliothekare:
| - Nicolaus Mulerius (1619–1621) - Hermann Ravensperger (1623–1625) - Nicolaus Mulerius (1626–1630) - Franciscus Meyvart (1631–1640) - Tobias Andreae (1640–1668) - Gerhardus Lammers (1668–1716) - Adam Menso Isinck (1716–1727) - Michael Rossal (1727–1744) - Leonard Offerhaus (1744–1779) - Nikolaus Wilhelm Schröder (1782–1798) - Jacobus de Rhoer (1798–1813) - Jan Rudolf van Eerde (1816–1835) - Petrus van Limburg Brouwer (1835–1847) - Willem Hecker (1847–1851) - Willem Adriaan Enschedé (1851–1886) - Petrus Johannes Blok (1886–1887) - Jan Willem George van Haarst (1887–1906) - Anton Gerard Roos (1906–1917) - Johann Samuel Theissen (1917–1929) - Hendrik de Buck (1929–1958) - Symen Jacob Bouma (1958–1963) - Willem Roelf Henderikus Koops (1964–1990) - Alexander Cornelis Klugkist (1990–2010) - Marjolein Nieboer (2010–heute) |

## Kataloge und Bestände

### Kataloge
- Audiovisuelle Medien
- Blasmusik
- Bücher
- Briefe
- Kartographische Medien (unter anderem von Joan Blaeu)
- Lieder
- Handschriften
- Illustrationen
- Software
- Zeitschriften

### PiCarta
PiCarta ist eine Dienstleistung der OCLC PICA. Mit Hilfe einer leistungsstarken Suchmaschinentechnologie kann in angeschlossenen Datenbanken niederländischer Bibliotheken beispielsweise nach Bibliographien, Inhaltsangaben und Weblinks zu Volltextarchiven und Internetseiten recherchiert werden.

## Abteilungen

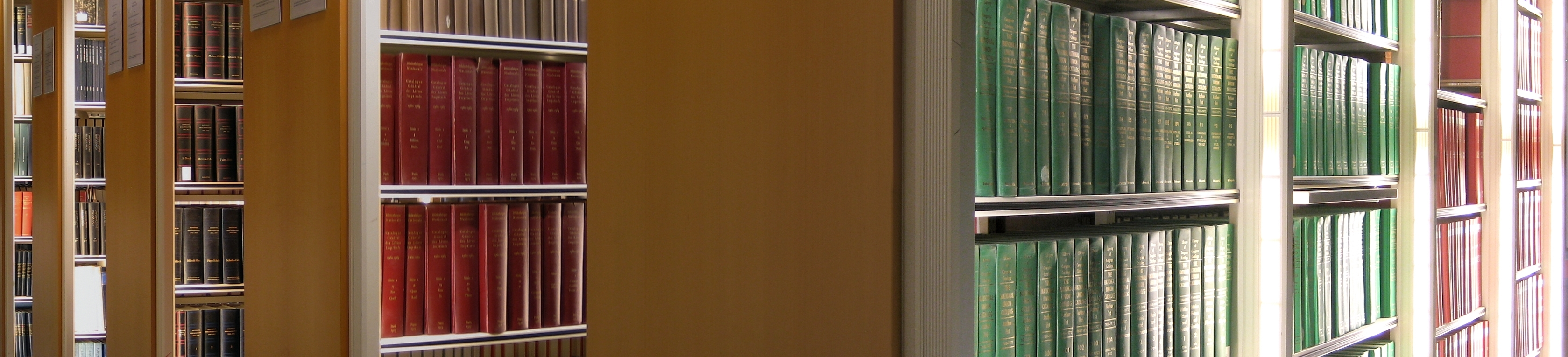
Eine Abteilung der Universitätsbibliothek Groningen

Neben der Universitätsbibliothek (Zentralbibliothek) betreibt die UBG auch noch folgende Bereichsbibliotheken:
- Bibliothek Wirtschaftswissenschaften
- Bibliothek Philosophie
- Bibliothek Theologie
- Bibliothek Literatur, incl. Archäologie
- Zentrale Medizinische Bibliothek
- Bibliothek Rechtswissenschaften
- Bibliothek Sozialwissenschaften
- Bibliothek Naturwissenschaften